# Cole Hauser
Cole Kenneth Hauser (Santa Barbara, 22 marzo 1975) è un attore statunitense.

## Biografia
Figlio dell'attore Wings Hauser e della produttrice Cass Warner, il suo bisnonno è stato il fondatore della Warner Bros. All'età di quattro anni, con la madre, si trasferisce dalla California in Oregon dopo il divorzio dei genitori. Durante gli studi si distingue nelle attività sportive come football e calcio con intenti professionistici, convinto da un amico che la sua strada era la recitazione, parte per New York dove si iscrive ad una scuola per attori.
Debutta nel 1992 nel film Scuola d'onore a cui segue La vita è un sogno. Nel 1997 ottiene un ruolo in Will Hunting - Genio ribelle al fianco di Matt Damon e Ben Affleck con i quali aveva già lavorato al suo debutto. Nel 1999 si trovava assieme all'amico Matthew McConaughey a Austin, quando McConaughey fu arrestato per possesso di marijuana e resistenza alle autorità. La polizia era intervenuta, dopo i vari reclami dei vicini che non sopportavano che McConaughey suonasse nudo i bonghi tutta la notte.
Nel 2000 recita nel film di fantascienza Pitch Black, in seguito lavora in Tigerland e Sotto corte marziale entrambi con Colin Farrell, negli anni seguenti recita in film come White Oleander, L'ultima alba e 2 Fast 2 Furious. Dopo aver partecipato ad alcuni episodi di E.R. - Medici in prima linea, lavora nel horror Il nascondiglio del diavolo - The Cave e nella commedia Ti odio, ti lascio, ti.... 
Nel 2018 arriva la popolarità sul piccolo schermo per la sua interpretazione del cowboy Rip nella serie Yellowstone a fianco di Kevin Costner e Kelly Reilly. L’eroe positivo interpretato da Hauser diventa uno dei personaggi più popolari delle stagioni di questo moderno western.

## Filmografia

### Cinema
- Scuola d'onore (School Ties), regia di Robert Mandel (1992)
- La vita è un sogno (Dazed and Confused), regia di Richard Linklater (1993)
- Skins, regia di Wings Hauser (1994)
- L'università dell'odio (Higher Learning), regia di John Singleton (1995)
- Frame-Up II: The Cover-Up, regia di Paul Leder (1996)
- All Over Me, regia di Alex Sichel (1997)
- Will Hunting - Genio ribelle (Good Will Hunting), regia di Gus Van Sant (1997)
- Scotch and Milk, regia di Adam Goldberg (1998)
- Hi-Lo Country (The Hi-Lo Country), regia di Stephen Frears (1998)
- Pitch Black, regia di David Twohy (2000)
- Sfida per la vittoria (A Shot at Glory), regia di Michael Corrente (2000)
- Tigerland, regia di Joel Schumacher (2000)
- Sotto corte marziale (Hart's War), regia di Gregory Hoblit (2000)
- White Oleander, regia di Peter Kosminsky (2002)
- L'ultima alba (Tears of the sun), regia di Antoine Fuqua (2003)
- 2 Fast 2 Furious, regia di John Singleton (2003)
- Scatto mortale - Paparazzi (Paparazzi), regia di Paul Abascal (2004)
- Il nascondiglio del diavolo - The Cave (The Cave), regia di Bruce Hunt (2005)
- Dirty - Affari sporchi, regia di Chris Fisher (2005)
- Ti odio, ti lascio, ti... (The Break-Up), regia di Peyton Reed (2006)
- The Stone Angel, regia di Kari Skogland (2007)
- Tortured, regia di Nolan Lebovitz (2008)
- The Family That Preys, regia di Tyler Perry (2008)
- Un soffio per la felicità (Like Dandelion Dust) (2009)
- The Hit List - Lista di morte (The Hit List), regia di William Kaufman (2011)
- Die Hard - Un buon giorno per morire (A Good Day to Die Hard), regia di John Moore (2013)
- Attacco al potere - Olympus Has Fallen (Olympus Has Fallen), regia di Antoine Fuqua (2013)
- Transcendence, regia di Wally Pfister (2014)
- Jarhead 2: Field of Fire, regia di Don Michael Paul (2014)
- Acts of Violence, regia di Brett Donowho (2018)
- Running with the Devil - La legge del cartello (Running with the Devil), regia di Jason Cabell (2019)
- Muti - The Ritual Killer, regia di George Gallo (2023)

### Televisione
- High Incident – serie TV, 32 episodi (1996-1997)
- E.R. - Medici in prima linea (ER) – serie TV, 4 episodi (2004)
- K-Ville – serie TV, 11 episodi (2007-2008)
- Chase – serie TV, 18 episodi (2010-2011)
- Rogue – serie TV, 40 episodi (2014-2017)
- The Lizzie Borden Chronicles – serie TV, 8 episodi (2015)
- Yellowstone – serie TV, 53 episodi (2018-2024)

## Doppiatori italiani
Nelle versioni in italiano delle opere in cui ha recitato, Cole Hauser è stato doppiato da:
- Giorgio Borghetti in Ti odio, ti lascio, ti..., Tortured, La trappola dell'innocenza
- Maurizio Fiorentini in High Incident, Dead Drop - L'infiltrato
- Francesco Prando in Pitch Black, L'ultima alba
- Vittorio De Angelis in Hi-Lo Country, Scatto mortale - Paparazzi
- Massimo Lodolo in Tigerland, Sotto corte marziale
- Francesco De Francesco in Yellowstone, Muti - The Ritual Killer
- Alberto Caneva in Scuola d'onore
- Luigi Ferraro in Will Hunting - Genio ribelle
- Antonio Sanna in 2 Fast 2 Furious
- Giuliano Bonetto in Acts of Violence
- Massimiliano Virgilii in Il nascondiglio del diavolo - The Cave
- Christian Iansante in Chase
- Marco Baroni in Sfida per la vittoria
- Tony Sansone in White Oleander
- Roberto Draghetti in Die Hard - Un buon giorno per morire
- Francesco Bulckaen in E.R. - Medici in prima linea
- Alessio Cigliano in The Lizzie Borden Chronicles
- Enrico Di Troia in Attacco al potere - Olympus Has Fallen
- Paolo Marchese in Transcendence